# Grande Prémio O Jogo
Le Grande Prémio O Jogo est une course cycliste par étapes portugaise disputée dans la région Nord. Cette compétition est créée en 1987 par Serafim Ferreira, ancien directeur du Tour du Portugal,. Elle doit son appellation au quotidien sportif O Jogo. 
La course fait partie du calendrier national de la Fédération portugaise de cyclisme. Elle est ouverte aux cyclistes professionnels et aux élites amateurs.

## Palmarès
| Année     | Vainqueur              | Deuxième      | Troisième      |
| --------- | ---------------------- | ------------- | -------------- |
| 1987      | Cayn Theakston         |               |                |
| 1988      | Fernando Carvalho      |               |                |
| 1989      | José Santiago Oliveira |               |                |
| 1990      | Delmino Pereira        |               |                |
| 1991      | Joaquim Gomes          |               |                |
| 1992      | Delmino Pereira        |               |                |
| 1993      | Cássio Freitas         |               |                |
| 1994-2018 | Pas organisé           | Pas organisé  | Pas organisé   |
| 2019      | Luís Mendonça          | Joni Brandão  | Rafael Reis    |
| 2020      | Annulé                 | Annulé        | Annulé         |
| 2021      | José Neves             | Luís Mendonça | Joni Brandão   |
| 2022      | Rafael Reis            | Luís Mendonça | Joaquim Silva  |
| 2023      | Mauricio Moreira       | Joaquim Silva | Rafael Reis    |
| 2024      | Emanuel Duarte         | Artem Nych    | Pedro Pinto    |
| 2025      | Artem Nych             | Afonso Silva  | Emanuel Duarte |